# Stadsschouwburg (Amsterdam)

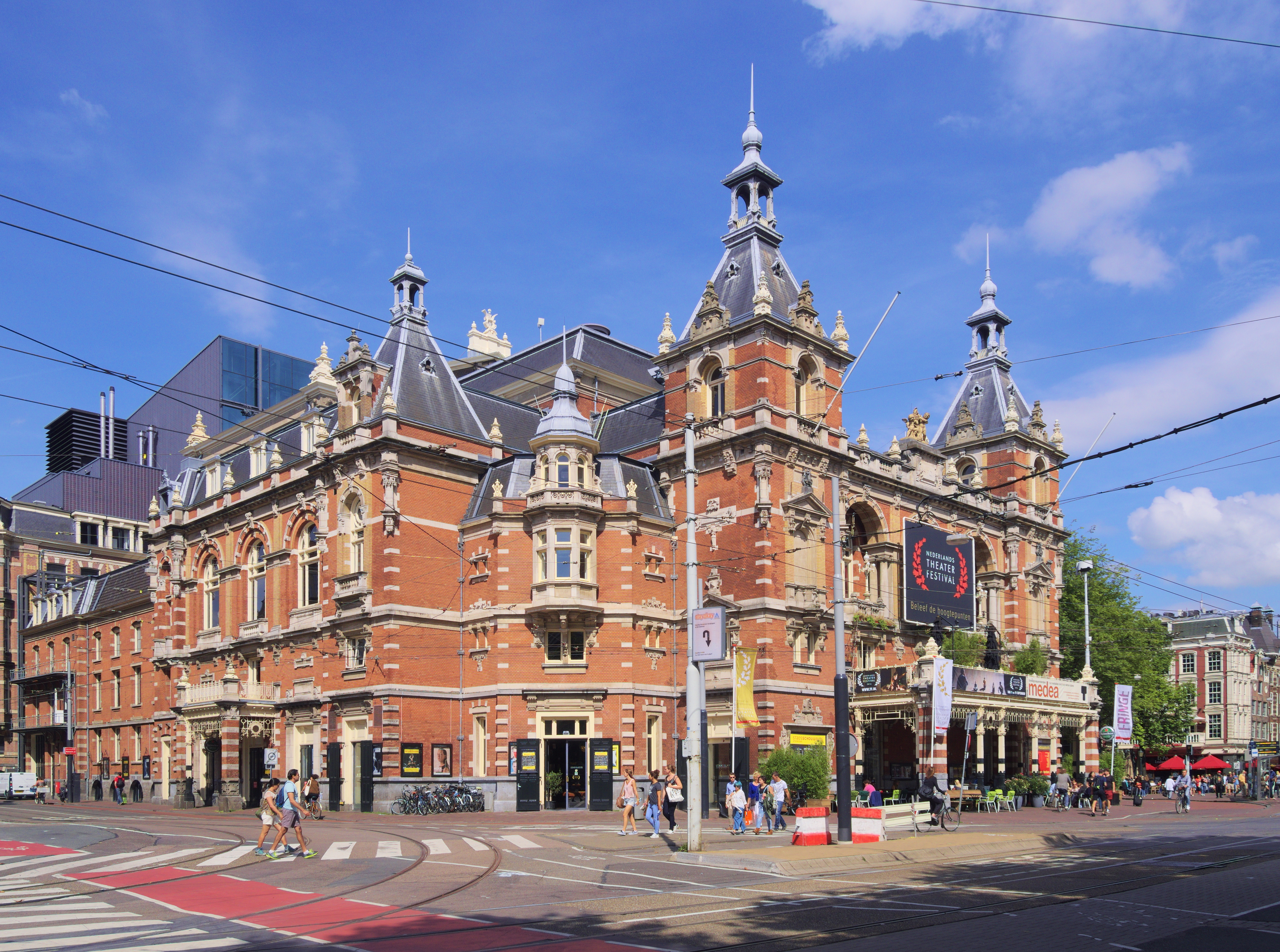
Le Stadsschouwburg en 2016.

Le Stadsschouwburg est un théâtre situé à Amsterdam, sur la Leidseplein, une des places principales de la ville, dans le stadsdeel Amsterdam-Centre.
Le Stadsschouwburg (théâtre municipal) est un bâtiment de style néo-Renaissance, construit par les architectes Van Gendt et Springer et inauguré en 1894.
Il succède à plusieurs théâtres municipaux : le premier, un théâtre en bois, était situé au 384 Keizersgracht ; il est remplacé en 1638 par le théâtre conçu par l'architecte néerlandais Jacob van Campen ; ce théâtre brûle en 1772 et un nouveau bâtiment, de style classique, est construit sur la Leidseplein, inauguré le 14 septembre 1774, avec la première de la tragédie Jacob Simonszoon de Ryk de la dramaturge Lucretia Wilhelmina van Merken. Mais le 20 février 1890, ce théâtre est également la proie des flammes, et il est remplacé par le Stadsschouwburg actuel.
Le Stadsschouwburg jouit d'une célébrité dans tout le pays pour la qualité de sa programmation (théâtre, opéras, concerts, danse). 
Son balcon est le lieu de ralliement entre les joueurs de l'Ajax lorsqu'une grande victoire leur fixe rendez-vous.